# Niels Møller (dirigent)
 For alternative betydninger, se Niels Møller. (Se også artikler, som begynder med Niels Møller)
Niels Christian Martin Møller (født 27. maj 1918 i København (Helligånds sogn), død 13. august 2008) var korleder for Københavns Drengekor, korleder ved Christiansborg Slotskirke samt Danmarks Radio, sanginspektør og domkantor ved Domkirken i København.